# نظريات المؤامرة الماسونية

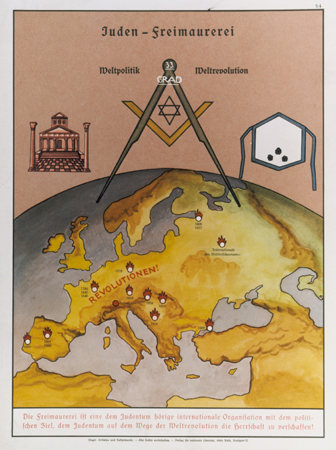

نظريات المؤامرة الماسونية هي نظريات المؤامرة المتعلقة بتنظيم الماسونية «البناؤون الأحرار»؛ وُصفت المئات من نظريات المؤامرة هذه منذ أواخر القرن الثامن عشر. عادةً ما تقع هذه النظريات في ثلاث فئات بارزة: الفئة الأولى: الفئة السياسية، (وتشمل عادةً ادعاءات التحكم بالحكومات، على وجه التحديد التحكم في الولايات المتحدة الأمريكية والمملكة البريطانية)، والفئة الثانية: الفئة الدينية (وتشمل عادةً ادعاء وجود اعتقادات أو ممارسات شيطانية أو معادية للمسيحية) والفئة الثالثة: الفئة الثقافية (وتشمل عادةً وسائل الترفيه الشعبية). وربطت العديد من نظريات المؤامرة البنائين الأحرار وفرسان الهيكل بعبادة الشيطان؛ تعتمد هذه الأفكار على تفسيرات مختلفة لعقائد هذه المنظمات.
من بين جميع نظريات المؤامرة التي تدعم تحكم الماسونية بالحكومات، تُعتبر نظرية النظام العالمي الجديد المثال الأكثر شيوعًا على ذلك، وهنالك المزيد. تشمل هذه النظريات جوانبًا ووكالات من حكومة الولايات المتحدة بشكل رئيسي، إلا أنه غالبًا ما تُستخدم أحداث خارج الولايات المتحدة (مثل فضيحة البروباغندا دوي «الدعاية 2» في إيطاليا) لإضفاء المصداقية على الإدعاءات.
تدور مجموعة أخرى من النظريات حول الماسونية والدين، بشكل أكثر تحديدًا حول تعامل الماسونية مع «الطقوس الغامضة». تبدأ هذه النظرية بخدعة تاكسيل. بالإضافة إلى ذلك، توجد نظريات متنوعة تركز على تضمين الرموز في عناصر تبدو عاديةً بخلاف ذلك، مثل أنماط الشوارع، والأختام الوطنية، وشعارات الشركات وما إلى ذلك.
توجد أيضًا نظريات مؤامرة ماسونية تتعامل مع كل جانب من جوانب المجتمع. تعتمد غالبية هذه النظريات على واحد من المزاعم التالية أو أكثر:
- أن الماسونية تمثل دينًا بنفسها، وتتطلب الإيمان في رب ماسوني فريد، يعاكس هذا الرب الماسوني تعاليم الأديان السائدة المتنوعة (رغم أنه عادةً ما يُشار إلى تعارضه مع الدين المسيحي.)[10]
- أن الدرجة الثالثة والثلاثين من الطقس الأسكتلندي ليست درجةً فخريةً فقط، إلى جانب الاعتقاد بأن أغلب الماسونيين غير مدركين للهيئات الحاكمة السرية أو الخفية داخل التنظيم التي تحكمهم، أو تمارس طقوسًا غامضةً أو تتحكم في مناصب مختلفة للسلطة الحكومية.[11]
- أن هنالك هيئةً مركزيةً حول العالم تعمل على التحكم في جميع المحافل الكبرى للماسونية، وبالتالي، تعمل جميع الهيئات الماسونية حول العالم بشكل موحد.

## قائمة نظريات المؤامرة المرتبطة بالماسونية
تشمل نظريات المؤامرة الماسونية البارزة:

### سياسيًا
- القضاء البريطاني مخترق بشكل كبير من الماسونيين، الذين يمنحون زملائهم الآخرين في الماسونية «فائدة الشك» في المحاكم، مما يؤدي إلى تقويض النظام القانوني.[12][13]
- يتداخل المتنورون مع الماسونية أو يتحكمون بها، خاصةً في الدرجات العليا؛ يتحكم الماسونيون المتنورون في العديد من الجوانب الرئيسية للمجتمع والحكومة بشكل سري، ويعملون على تأسيس النظام العالمي الجديد.[14][15][16][17][18][19] تشمل بعض نظريات المؤامرة الخاصة بالماسونية والمتنورين أيضًا فرسان الهيكل واليهود كجزء من مخطط مفترض للسيطرة العالمية على المجتمع. وُصف هذا النوع من نظريات المؤامرة في وقت مبكر من عام 1792 بواسطة العديد من المؤلفين، بدءًا من فرنسا واسكتلندا.
- الماسونية ما هي إلا واجهة يهودية للسيطرة على العالم أو على الأقل يتحكم اليهود بها للوصول إلى هذا الهدف.[20] يُعد كتاب بروتوكولات حكماء صهيون مثالًا على ذلك. اعتقد أدولف هتلر أن الماسونية أداة للسيطرة اليهودية، فجرمها ثم حاكم الماسونيين لهذا السبب جزئيًا.[21] قالت حركة حماس الإسلامية الفلسطينية في ميثاق لها أن الماسونية «مجتمع سري» تأسس كجزء من المخطط الصهيوني للسيطرة على العالم.[22] اعتقد هيلاير بيلوك أن اليهود «نصبوا» الماسونية «كجسر بينهم وبين مضيفيهم».[23]
- يقف الماسونيون وراء ضرائب الدخل في الولايات المتحدة الأمريكية. اتهم أحد متظاهري الضرائب المدانين مسؤولي تطبيق القانون، الذين حاصروا ملكيته كإجراء احترازي جراء رفضه الاستسلام بعد إدانته، بأنهم جزء من «حركة الماسونيين المتنورين الصهيونية». صرح زعيم اتحاد نيوهامبشير أيضًا أنه «تعتقد عائلة براون أن دائرة الإيرادات الداخلية ونظام ضرائب الدخل الفدرالي جزء من مخطط مدروس للماسونيين يهدف إلى السيطرة على الشعب الأمريكي ومن ثم العالم».[24][25]
- يملك الماسونيون روابط قوية مع مجتمعات انتقائية سرية وشبه سرية مثل اجتماع البستان البوهيمي،[26] ومجتمع الجماجم،[27] والعظام،[19] ومنحة رودس.[28]
- ترتبط مجموعات مثل كلو كلوكس كلان،[29] وأورانج أوردر ارتباطًا وثيقًا بالماسونية.[30]